# Karl Schnitzler (Oberamtmann)
Karl Schnitzler (* 9. Juni 1823 in Rottenburg am Neckar; † 15. Juli 1893 in Ellwangen (Jagst)) war ein deutscher Verwaltungsbeamter und Parlamentarier.

## Leben
Karl Schnitzler, Sohn eines Hutmachers, besuchte das Obergymnasium in Rottweil. Anschließend studierte er von 1842 bis 1847 Regiminalwissenschaft an der Eberhard Karls Universität Tübingen. Zu Beginn des Studiums wurde er Mitglied des Corps Guestphalia Tübingen. 1847 bestand er die 1. und 1848 die 2. höhere Dienstprüfung. In den folgenden Jahren war er zunächst provisorischer und anschließend definitiver Aktuar im Oberamt Wiblingen. 1852 wurde er Stadtschultheiß in Rottenburg und 1865 Aktuar beim Oberamt Nagold. 1867 wurde er Assessor bei der Regierung des Jagstkreises in Ellwangen. Von 1870 bis 1888 war er Oberamtmann des Oberamts Riedlingen. Zuletzt war er 1888 Kollegialrat bei der Regierung des Jagstkreises.
Karl Schnitzler war von 1856 bis 1862 als Abgeordneter des Oberamts Rottenburg Mitglied der Zweiten Kammer der Württembergischen Landstände.